# Extrusothecium caffrum
Extrusothecium caffrum är en svampart som beskrevs av Matsush. 1996. Extrusothecium caffrum ingår i släktet Extrusothecium, ordningen Pleosporales, klassen Dothideomycetes, divisionen sporsäcksvampar och riket svampar.   Inga underarter finns listade i Catalogue of Life.